# SAFF Women's Cup
La SAFF Women's Cup es el máximo torneo anual de clubes femeninos de fútbol saudí, dirigido por la Federación de Fútbol de Arabia Saudí.
El Director del Fútbol Femenino destacó que la organización de la Copa Femenina Saudí representa un paso importante en los planes de desarrollo del fútbol femenino. Aumentar el número de partidos durante la temporada es uno de los objetivos estratégicos encaminados a mejorar las habilidades técnicas de las jugadoras y fomentar la competitividad entre los equipos.
El 31 de mayo de 2024, la Federación Saudí de Fútbol renovó el acuerdo de asociación exclusiva con el Saudi National Bank por un periodo de 3 años para patrocinar la Saudi Women's Premier League y también la SAFF Women's Cup.

## Formato

### Participación
De acuerdo con el reglamento oficial, la SAFF ha determinado la asignación de las 16 plazas disponibles. Se concede la clasificación directa a todos los clubes de la Saudi Women's Premier League.

### Clasificación
En el sorteo, los ocho clubes de la Saudi Women's Premier League son cabezas de serie en el nivel A, mientras que los clubes de la Saudi Women's First Division League son cabezas de serie en el nivel B. Cada club del nivel A es emparejado con uno del nivel B.

### Reglas del partido
Todos los partidos se disputan en dos tiempos de 45 minutos y el ganador pasa a la siguiente ronda. En caso de empate, el partido irá a prórroga por dos tiempos de 15 minutos. Si el marcador sigue igualado después de 120 minutos, el ganador se decide por tanda de penaltis.

## Historial
| Ed.              | Temporada        | Campeón          | Resultado (Des.) | Subcampeón       | Sede Final          | Nota(s)                                                               |
| SAFF Women's Cup | SAFF Women's Cup | SAFF Women's Cup | SAFF Women's Cup | SAFF Women's Cup | SAFF Women's Cup    | SAFF Women's Cup                                                      |
| ---------------- | ---------------- | ---------------- | ---------------- | ---------------- | ------------------- | --------------------------------------------------------------------- |
| I                | 2024             | Al-Ahli          | 3 - 2            | Al-Shabab        | Kingdom Arena, Riad | Primera competición oficial femenina del país. Final a partido único. |

## Palmarés
| Equipo    | Títulos | Subcamp. | Finales | Años campeonatos |
| --------- | ------- | -------- | ------- | ---------------- |
| Al-Ahli   | 1       | -        | 1       | 2024             |
| Al-Shabab | -       | 1        | 1       |                  |